# Дзордзи, Андреа
Андреа Дзордзи (итал. Andrea Zorzi; род. 29 июля 1965) — итальянский волейболист, двукратный чемпион мира в составе сборной Италии (1990 и 1994). Известен под прозвищем Зорро. Один из самых ярких представителей игроков, которых в Италии называют Generazione di fenomeni (феноменальное поколение).
После своего дебюта в 1986 году он сыграл 325 матчей за сборную страны. Он был серебряным призером летних Олимпийских игр 1996 года, а также участвовал в играх 1988 и 1992 годов.
Играя почти во всех основных волейбольных клубах Италии, включая «Парму»  и «Тревизо», он выиграл несколько титулов: два чемпионата Италии (1990, 1996) и одну Лигу чемпионов Европы в 1995 году. В 1991 году он был признан лучшим игроком мира по версии FIVB.  
Регулярно выступает на  чемпионате Европы среди ветеранов — турнире под эгидой CEV для игроков, завершивших свою карьеру (в категориях старше 40 и старше 50 лет).